# 40. Międzynarodowy Festiwal Filmowy w Berlinie
40. Międzynarodowy Festiwal Filmowy w Berlinie odbył się w dniach 9-20 lutego 1990 roku. Imprezę otworzył pokaz amerykańskiego filmu Stalowe magnolie w reżyserii Herberta Rossa. W konkursie głównym zaprezentowano 21 filmów pochodzących z 13 różnych krajów.
Jury pod przewodnictwem niemieckiego operatora Michaela Ballhausa przyznało nagrodę główną festiwalu, Złotego Niedźwiedzia, ex aequo amerykańskiemu filmowi Pozytywka w reżyserii Costy-Gavrasa oraz czechosłowackiemu półkownikowi z końca lat 60. Skowronki na uwięzi w reżyserii Jiříego Menzla. Drugą nagrodę w konkursie głównym, Srebrnego Niedźwiedzia − Nagrodę Specjalną Jury, przyznano radzieckiemu filmowi Syndrom asteniczny w reżyserii Kiry Muratowej.
Honorowego Złotego Niedźwiedzia za całokształt twórczości odebrał amerykański reżyser Oliver Stone. W ramach festiwalu odbyły się dwie retrospektywy: filmów z roku 1945 oraz obchody czterdziestolecia istnienia imprezy.

## Członkowie jury

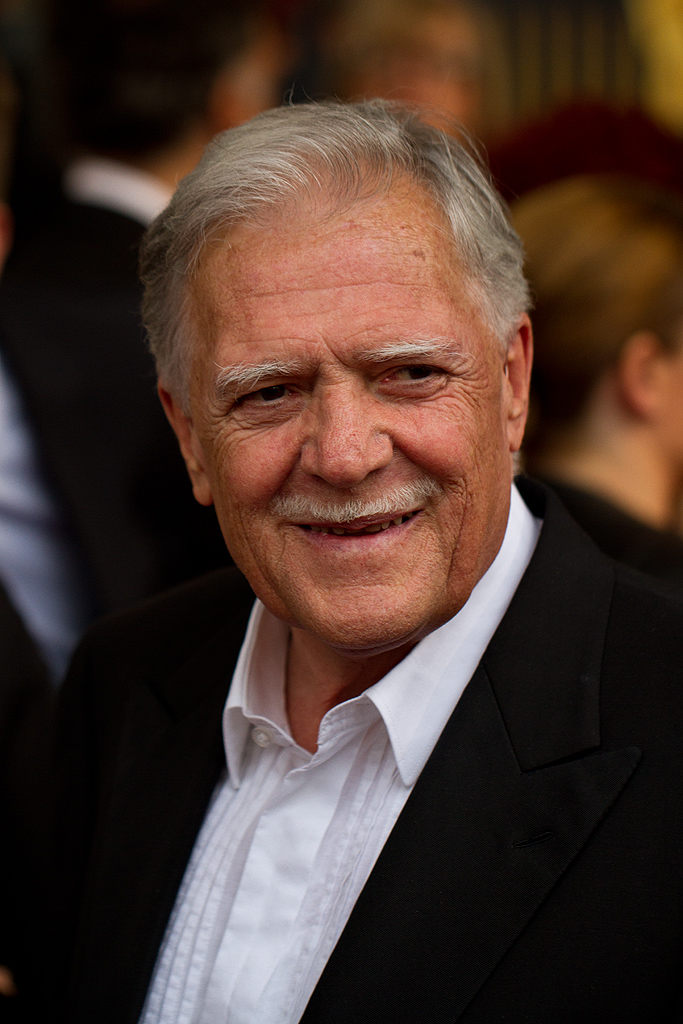
Przewodniczący jury konkursu głównego Michael Ballhaus.

### Konkurs główny
- Michael Ballhaus, niemiecki operator filmowy − przewodniczący jury[4]
- Wadim Abdraszytow, radziecki reżyser
- Suzana Amaral, brazylijska reżyserka
- Steven Bach, amerykański filmoznawca
- Roberto Benigni, włoski aktor i reżyser
- Lívia Gyarmathy, węgierska reżyserka
- Margaret Ménégoz, francuska producentka filmowa
- Helke Misselwitz, niemiecka reżyserka
- Otto Sander, niemiecki aktor
- Stephen M. Silverman, amerykański krytyk filmowy
- Rita Tushingham, brytyjska aktorka

## Selekcja oficjalna

### Konkurs główny
Następujące filmy zostały wyselekcjonowane do udziału w konkursie głównym o Złotego Niedźwiedzia i Srebrne Niedźwiedzie:
| Tytuł polski        | Tytuł oryginalny                            | Reżyseria           | Kraj produkcji    |
| ------------------- | ------------------------------------------- | ------------------- | ----------------- |
| Anioły              | Los ángeles                                 | Jacob Berger        | Hiszpania         |
| Syndrom asteniczny  | Астенический синдром Astieniczeskij sindrom | Kira Muratowa       | ZSRR              |
| Zwiąż mnie          | ¡Átame!                                     | Pedro Almodóvar     | Hiszpania         |
| Czarny śnieg        | 本命年 Ben ming nian                        | Xie Fei             | Chiny             |
| Urodzony 4 lipca    | Born on the Fourth of July                  | Oliver Stone        | Stany Zjednoczone |
| Coming Out          | Coming Out                                  | Heiner Carow        | NRD               |
| Wożąc panią Daisy   | Driving Miss Daisy                          | Bruce Beresford     | Stany Zjednoczone |
| Skazany na śmierć   | A halálraítélt                              | János Zsombolyai    | Węgry             |
| Opowieść podręcznej | The Handmaid's Tale                         | Volker Schlöndorff  | Stany Zjednoczone |
| Herzlich willkommen | Herzlich willkommen                         | Hark Bohm           | RFN               |
| Konwój              | Караул Karauł                               | Aleksander Rogożkin | ZSRR              |
| Pozytywka           | Music Box                                   | Costa-Gavras        | Stany Zjednoczone |
| Ślub na papierze    | Les noces de papier                         | Michel Brault       | Kanada            |
| Okropna dziewczyna  | Das schreckliche Mädchen                    | Michael Verhoeven   | RFN               |
| Sekret              | Il segreto                                  | Francesco Maselli   | Włochy            |
| Projekt Manhattan   | Shadow Makers                               | Roland Joffé        | Stany Zjednoczone |
| Niemy krzyk         | Silent Scream                               | David Hayman        | Wielka Brytania   |
| Skowronki na uwięzi | Skřivánci na niti                           | Jiří Menzel         | Czechosłowacja    |
| Wojna zimowa        | Talvisota                                   | Pekka Parikka       | Finlandia         |
| Zemsta kobiety      | La vengeance d'une femme                    | Jacques Doillon     | Francja           |
| Wojna państwa Rose  | The War of the Roses                        | Danny DeVito        | Stany Zjednoczone |

### Pokazy pozakonkursowe
Następujące filmy zostały wyświetlone na festiwalu w ramach pokazów pozakonkursowych:
| Tytuł polski           | Tytuł oryginalny        | Reżyseria      | Kraj produkcji    |
| ---------------------- | ----------------------- | -------------- | ----------------- |
| 300 mil do nieba       | 300 mil do nieba        | Maciej Dejczer | Polska            |
| Opowieść wiosenna      | Conte de printemps      | Éric Rohmer    | Francja           |
| Zbrodnie i wykroczenia | Crimes and Misdemeanors | Woody Allen    | Stany Zjednoczone |
| Wszyscy wygrywają      | Everybody Wins          | Karel Reisz    | Wielka Brytania   |
| Podróż na Melonię      | Resan till Melonia      | Per Åhlin      | Szwecja           |
| Ślad kamieni           | Spur der Steine         | Frank Beyer    | NRD               |
| Stalowe magnolie       | Steel Magnolias         | Herbert Ross   | Stany Zjednoczone |
| Wojownik z terakoty    | 古今大战秦俑情 Qin yong | Ching Siu-tung | Hongkong          |

## Laureaci nagród

### Konkurs główny
Złoty Niedźwiedź
- Pozytywka, reż. Costa-Gavras
- Skowronki na uwięzi, reż. Jiří Menzel

Srebrny Niedźwiedź − Nagroda Specjalna Jury
- Syndrom asteniczny, reż. Kira Muratowa

Srebrny Niedźwiedź dla najlepszego reżysera
- Michael Verhoeven − Okropna dziewczyna

Srebrny Niedźwiedź dla najlepszego zespołu aktorskiego
- Morgan Freeman i Jessica Tandy − Wożąc panią Daisy

Srebrny Niedźwiedź dla najlepszego aktora
- Iain Glen − Niemy krzyk

Srebrny Niedźwiedź za wybitne osiągnięcie artystyczne
- Xie Fei za poruszający obraz o chińskiej rzeczywistości Czarny śnieg

Srebrny Niedźwiedź za wybitny wkład artystyczny
- Coming Out, reż. Heiner Carow

Nagroda im. Alfreda Bauera za innowacyjność
- Aleksander Rogożkin − Konwój

### Konkurs filmów krótkometrażowych
Złoty Niedźwiedź dla najlepszego filmu krótkometrażowego
- Mistertao, reż. Bruno Bozzetto

### Pozostałe nagrody
Nagroda FIPRESCI
- Konwój, reż. Aleksander Rogożkin

Honorowy Złoty Niedźwiedź za całokształt twórczości
- Oliver Stone

## Polonica
Polską kinematografię reprezentował na festiwalu film 300 mil do nieba w reżyserii debiutanta Macieja Dejczera. Film zaprezentowano w ramach pokazów pozakonkursowych.